# 1629 год в России
Царствование: 1613—1645 — Михаила Фёдоровича

## События
- 25 января — умерла царская дочь Пелагея в возрасте 6 месяцев[1].
- 19 марта — родился царский наследник, будущий Алексей Михайлович; наречён именем Алексей, видимо, по святцам, в честь Алексия, человека Божьего[1].
- Переговоры с посольствами: Персии, Франции и дважды Швеции[2].
- Тара выдержала нападение ойратов и сибирских татар[3].
- Местничество: Пожарский Роман Петрович и Приимков-Ростовский Александр Данилович[4].
- 1629—1630 — после пожара 1628 года, вновь отстроена крепость Оскол (Старый Оскол)[5].
- Тара сильно пострадала от пожара[3].

## Руководители приказов
| Года      | Приказ              | Ф,И,О главы                     | Примечания                    |
| --------- | ------------------- | ------------------------------- | ----------------------------- |
| 1626-1629 | Сыскной приказ      | Измайлов Артемий Васильевич     |                               |
| 1629-1630 | Новая четверть      | Измайлов Артемий Васильевич     |                               |
| 1619-1629 | Книгопечатного дела | Телепнёв Ефим Григорьевич       |                               |
| 1626-1629 | Золотой палаты      | Телепнёв Ефим Григорьевич       |                               |
| 1626-1630 | Посольский приказ   | Телепнёв Ефим Григорьевич       |                               |
| 1622-1642 | Большой казны       | Черкасский Иван Борисович       | За исключением 1638           |
| 1622-1642 | Иноземский приказ   | Черкасский Иван Борисович       |                               |
| 1622-1642 | Стрелецкий приказ   | Черкасский Иван Борисович       |                               |
| 1622-1637 | Аптекарский приказ  | Черкасский Иван Борисович       |                               |
| 1624-1634 | Казанского дворца   | Черкасский Дмитрий Мамстрюкович |                               |
| 1627-1630 | Монастырский приказ | Годунов Матвей Михайлович       |                               |
| 1628-1631 | Сыскной приказ      | Годунов Матвей Михайлович       |                               |
| 1624-1629 | Владимирский судный | Одоевский Иван Никитич Меньшой  | Боярин. Первый раз: 1619-1621 |

## Воеводы[11]
| Года      | Город     | Ф,И,О воеводы                     | Примечания |
| --------- | --------- | --------------------------------- | ---------- |
| 1629-1630 | Алаты     | Александров Иван                  | Можаитинин |
| 1629-1630 | Алатырь   | Головачёв Дмитрий Михайлович      |            |
| 1626-1629 | Арзамас   | Стрешнев Илья Афанасьевич         |            |
| 1629-1630 | Арзамас   | Оболенский Венедикт Андреевич     |            |
| 1629-1630 | Арск      | Шушерин Константин Никитич        | Казанец    |
| 1627-1629 | Астрахань | Буйносов-Ростовский Юрий Петрович |            |
| 1629-1630 | Астрахань | Куракин Фёдор Семёнович           | Стольник   |
| 1629-1631 | Берёзов   | Пушкин Воин Тимофеевич            |            |
| 1629      | Болхов    | Хрущов Яков Лукьянович            |            |
| 1629      | Боровск   | Голенищев Степан Семёнович        |            |
| 1628-1630 | Брянск    | Бутурлин Фёдор Матвеевич          | Стольник   |
| 1628-1630 | Белгород  | Еропкин Иван Фёдорович            |            |
| 1629-1630 | Белёв     | Маслов Александр Иванович         |            |

## Родились
- Алексей Михайлович (9 (19) марта 1629 — 29 января (8 февраля) 1676) — русский царь из династии Романовых, единственный выживший из сыновей царя Михаила Фёдоровича[12].
- Всеволожская, Евфимия Фёдоровна (1629 / 1630—1657) — царская невеста, выбранная Алексеем Михайловичем, но в результате интриг сосланная и уступившая место Марии Милославской.
- Шереметев, Матвей Васильевич (1629 — 10 июня 1657) — военачальник и государственный деятель, стольник и воевода.
- Милославский Иван Михайлович — русский государственный деятель, боярин (с 1676)[13].

## Умерли
- Царевна Пелагея Михайловна (17 августа 1628 — 25 января 1629) — второй ребёнок царя Михаила Фёдоровича.
- Безобразов, Иван Романович (ум. 1629) — государственный и военный деятель, ловчий.
- Лобанов-Ростовский, Афанасий Васильевич (ум. 1629) — государственный деятель, стольник, воевода и боярин; сын воеводы князя Василия Лобанова-Ростовского.
- Одоевский, Иван Никитич Меньшой (ум. 9 марта 1629) — военный и государственник; деятель Смутного времени, участник Русско-польской войны (1605—1618); боярин и воевода[10].
- Сицкий, Андрей Васильевич (ум. 1629) — князь, стольник, окольничий, боярин, воевода, начальник Поместного приказа; сын князя Василия Сицкого.
- Татищев, Юрий Игнатьевич (ум. 1629) — военный и государственный деятель, стольник, дворянин московский и воевода, сын государева казначея и окольничего Игнатия Татищева.
- Хованский, Андрей Андреевич (ум. 13 июня 1639) — стольник и воевода; третий сын князя А. П. Хованского.
- Чохов, Андрей (ок. 1545—1629) — выдающийся пушечный и колокольный мастер, литейщик.